# Gompa

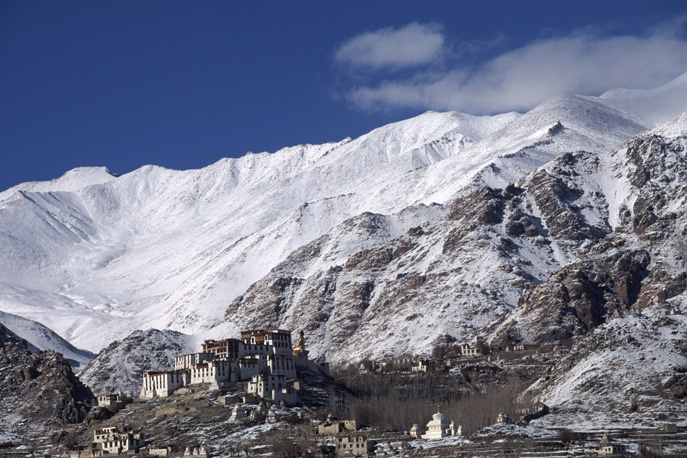
Gompa de Likir, en Ladakh (India).

Gompa y ling son fortificaciones eclesiásticas de aprendizaje, formación y sadhana (lo que se puede interpretar como una mezcla de una fortificación, un monasterio o convento, y una universidad) (sánscrito: vihara), ubicados en Tíbet, Ladakh (India), Nepal, y Bután. 
Su diseño y detalles de decoración interior varían según la región, sin embargo, todas siguen un diseño general mandala geométrico sagrado. El mismo se organiza alrededor de un recinto central de oración que contiene un Buda murti o thangka, bancos para que los monjes o monjas oren o mediten y una sección de habitaciones. El gompa o ling puede estar acompañado por varias estupas. El asentamiento y aspecto de las construcciones, edificios satélites y urbanismo estaban basados en antiguos principios de geodesia y metafísica del medio ambiente.
En la terminología dzogchén corresponde al tercer principio de Garab Dorlle a los que corresponde permanecer en el Tawa que es definida como la visión de la verdadera condición del individuo y de todos los fenómenos, es decir verdadera condición de los entes. a su vez se extiende al chopa definido como conducta desde el gompa. 